# Max Cavallari
Massimiliano Cavallari, detto Max (Varese, 8 luglio 1963), è un attore, comico e cabarettista italiano.

## Biografia
È originario di San Severo (FG) da parte di madre e di Maropati (RC) da parte di padre; si è sposato e ha avuto una figlia, per poi divorziare. Dopo il secondo matrimonio ha avuto altri due bambini.
Insieme a Bruno Arena formava il duo comico dei Fichi d'India attivo dal 1988 al 2013; il loro esordio è stato su Radio Deejay.
Da quell'anno in poi Cavallari prenderà il nomignolo di "Max" e parteciperà con Bruno a molti show televisivi di Canale 5, Italia 1 e Dee Jay Television, ospiti fissi del Seven Show, nel 1997 sono ospiti di Claudio Bisio a Zelig - Facciamo cabaret.
Nei 2001, dopo l'uscita del loro primo film Amici Ahrarara diretto da Franco Amurri, i due partecipano ad alcuni film di Natale prodotti dalla Filmauro con Massimo Boldi e Christian De Sica. Tra questi Merry Christmas, Natale sul Nilo e Natale in India, grandi successi al botteghino, mentre nel 2002 recitano nel film di Roberto Benigni Pinocchio, nelle vesti de Il Gatto e la Volpe.
Nel 2004, il duo è tra i protagonisti de Le barzellette di Carlo Vanzina con Gigi Proietti, Carlo Buccirosso ed Enzo Salvi. Dal 2005 i due tornano a fare teatro e a partecipare a trasmissioni televisive sulla rete Mediaset presentate da Gerry Scotti e Maria De Filippi.
Nel 2007 torna al cinema, insieme a Bruno, al fianco di Massimo Boldi nei film comico Matrimonio alle Bahamas, dal 2007 al 2012 Max e Bruno sono ospiti di Colorado su Italia 1, e a inizio 2013 sono ritornati a Zelig. Tuttavia, durante le prime puntate, Bruno viene colpito da un aneurisma che lo obbliga a un ricovero d'urgenza e a un intervento chirurgico, che lo porta a ritirarsi dalle scene.
Dal 2014 al 2018, iniziata una carriera da solista, dà vita, con Beppe Altissimi e Vincenzo Savino, allo spettacolo di cabaret Parzialmente Fico.
Dall'ottobre 2015 Max torna da solo a Colorado in seguito alla malattia di Bruno. Nel 2016 partecipa nel musical di Peter Pan, nel ruolo di Spugna, regia di Maurizio Colombi, con le musiche di Edoardo Bennato. A partire dal 4 marzo 2019 torna in televisione nel cast di Made in Sud.
Nel luglio 2021 gli viene consegnato il Premio Pugliese dell'anno a cura di Piero Bagnardi e I Comisastri.
Nell’ottobre del 2022, dopo la morte di Bruno Arena, esce il suo libro Non spegnere la luna. Fichi si nasce, amici si diventa che ripercorre la loro carriera. Nel 2023 prende parte a Only Fun - Comico Show sul Nove.

## Filmografia
- Amici Ahrarara, regia di Franco Amurri (2001)
- Merry Christmas, regia di Neri Parenti (2001)
- Pinocchio, regia di Roberto Benigni (2002)
- Natale sul Nilo, regia di Neri Parenti (2002)
- Natale in India, regia di Neri Parenti (2003)
- Le barzellette, regia di Carlo Vanzina (2004)
- Matrimonio alle Bahamas, regia di Claudio Risi (2007)
- La fidanzata di papà, regia di Enrico Oldoini (2008)
- Trilli e il tesoro perduto, regia di Kley Hall (2009)
- Il pretore, regia di Giulio Base (2014)
- La Banda del Buffardello e il manoscritto di Leonardo da Vinci, regia di Mario Chiavalin (2022)
- La chiocciola, regia di Roberto Gasparro (2023)